# 브루노 케르넨 (1972년)
브루노 케르넨(독일어: Bruno Kernen, 1972년 7월 1일~)은 스위스의 전직 알파인 스키 선수이다. 올림픽에 3회 참가했고 2006년 동계 올림픽 남자 슈퍼대회전 부문에서 동메달을 획득했다.